# Protenodontosaurus italicus
Il protenodontosauro (Protenodontosaurus italicus) è un rettile marino estinto appartenente ai placodonti. Visse nel Triassico superiore (Carnico, circa 225 milioni di anni fa) e i suoi resti fossili sono stati ritrovati in Italia.

## Classificazione
Questo animale è stato descritto per la prima volta nel 1990 da Giovanni Pinna, sulla base di resti fossili provenienti dalla formazione Rio dal Lago nei pressi di Dogna (Friuli-Venezia Giulia). È stato attribuito ai placodonti, un gruppo di rettili acquatici tipici del Triassico che svilupparono dentature adatte a triturare i gusci dei molluschi e corpi simili a quelli delle tartarughe. Protenodontosaurus, in particolare, è stato inizialmente avvicinato al genere Henodus e in seguito è stato considerato una sorta di anello di congiunzione tra Cyamodus e la famiglia dei placochelidi (Placochelyidae), comprendente i placodonti più derivati. Come Cyamodus, anche Protenodontosaurus possedeva ancora un paio di denti emisferici in ogni premascella, caratteristica invece assente nei più derivati placochelidi. Il singolo esemplare su cui si basa la specie è tuttora poco studiato.
Tra gli altri rettili rinvenuti nella medesima formazione, si ricordano Bobosaurus e Nothosaurus.